# Jocelyn Thibault
Jocelyn Thibault (* 12. Januar 1975 in Montreal) ist ein ehemaliger kanadischer Eishockeytorwart, der von 2009 bis 2011 als Torwarttrainer bei der Colorado Avalanche arbeitete.

## Karriere
Jocelyn Thibault wurde beim NHL Entry Draft 1993 von den Nordiques de Québec in der ersten Runde an Position zehn ausgewählt. Er hatte durch herausragende Leistungen in der kanadischen Juniorenliga QMJHL auf sich aufmerksam gemacht. So bekam er 1993 die Auszeichnungen als wertvollster Spieler und für den niedrigsten Gegentordurchschnitt. Außerdem wurde er von Canadian Hockey League als bester Torhüter des Jahres ausgezeichnet. Thibault wechselte noch vor der Saison 1993/94 nach Quebec und absolvierte die NHL-Spielzeit als Back up-Goalie hinter Stéphane Fiset und kam 29 Mal zum Einsatz. Auch in seiner zweiten Saison war er die Nummer 2 hinter Fiset. Im Sommer 1995 zogen die Québec Nordiques nach Denver um und nannten sich ab sofort Colorado Avalanche. Thibault spielte noch zehn Mal in der Saison 1995/96 für die Avalanches und wurde dann in einem Transfergeschäft gemeinsam mit Andrei Kowalenko und Martin Ručínský zu den Montréal Canadiens transferiert. Neben Mike Keane kam aus Montreal Startorwart Patrick Roy, den er dort als Stammtorhüter ersetzte. Er konnte jedoch keine besonderen sportlichen Erfolge feiern.
Im November 1998 wurde er zu den Chicago Blackhawks transferiert und auch hier wurde er die Nummer 1. Aber auch hier konnte er keine Erfolge erringen. Er verpasste in seinen ersten drei Jahren in Chicago immer die Play-offs, erst 2002 schaffte er es zum ersten Mal mit den Blackhawks in die erste Runde der Play-offs einzuziehen, aber es blieb auch das einzige Mal. 2003 stand Thibault zum ersten Mal im Kader des NHL All Star-Game. Die darauf folgende Saison 2003/04 verpasste er fast komplett auf Grund einer schweren Hüftverletzung.
Nach dem Lockout und dem dadurch bedingten Ausfall der NHL-Saison 2004/05 wechselte Thibault im Sommer 2005 zu den Pittsburgh Penguins, war allerdings nur dritter Torhüter hinter Marc-André Fleury und Sébastien Caron.
In der Saison 2006/07 war Thibault der Back-up-Goalie von Marc-André Fleury und kam auf 22 Einsätze.
Im Sommer 2007 unterschrieb er als Free Agent bei den Buffalo Sabres, doch nach einer Saison wurde sein Vertrag nicht verlängert. Daraufhin, und wegen anhaltender Hüftprobleme, beendete Thibault seine Spielerkarriere.

## Nach der Karriere
Thibault arbeitete nach seiner aktiven Karriere von 2009 bis 2011 als Torwarttrainer bei der Colorado Avalanche. 2011 war er zudem als Torwarttrainer für das Team Québec bei den Canada Games tätig. Im gleichen Jahr wurde er Mitgründer der Sherbrooke Phoenix aus der LHJMQ, zugleich auch Anteilseigner, Vizepräsident Hockey Operations und Torwarttrainer.

## Erfolge und Auszeichnungen
- 1992 LHJMQ All-Rookie Team
- 1993 LHJMQ First All-Star Team
- 1993 CHL First All-Star Team
- 1993 Trophée Michel Brière
- 1993 Trophée Jacques Plante
- 1993 Defensiver LHJMQ-Spieler des Jahres
- 1993 CHL Goaltender of the Year
- 1993 Trophée Marcel Robert
- 2003 NHL All-Star Game
- 2020 Trophée Maurice Filion